# Sentimentul de vinovăție indus
Inducerea sentimentului de vinovăție (în engleză guilt tripping) este o formă de șantaj emoțional, adesea utilizată pentru a manipula alte persoane prin exploatarea sentimentelor lor de vinovăție sau responsabilitate. Aceasta poate fi un comportament toxic, având efecte negative asupra stării de bine și a relațiilor individului.

## Prezentare generală
Provocarea sentimentului de vinovăție în altcineva poate fi considerată o formă de manipulare prin care se „pedepsește” o presupusă abatere.
George K. Simon⁠(d) interpretează inducerea sentimentului de vinovăție ca o formă de intimidare subtilă. Manipulatorul sugerează victimei, de obicei o persoană conștiincioasă, că aceasta nu arată suficientă grijă, că este egoistă sau că are o viață prea ușoară. Aceasta generează sentimente negative în victimă, menținând-o într-o stare de îndoială de sine, anxietate și supunere.
Există puține studii care examinează acest fenomen, majoritatea fiind axate pe relațiile părinte-copil.